# Accademia teatrale di Roma Sofia Amendolea
(Sofia Amendolea)
L'Accademia teatrale di Roma Sofia Amendolea nasce nel 2007, ha sede a Roma e i suoi fondatori furono Paolo Alessandri, Fabio Omodei e Monica Raponi. L'Accademia è dedicata all'attrice Sofia Amendolea.